# 中人
『中人』（ちゅうにん）は、2013年7月24日にデフスターレコーズから発売された私立恵比寿中学の1stアルバム。6月9日に神奈川・ラゾーナ川崎プラザルーファ広場グランドステージにて発表された。
初回限定エー盤（CD+DVD）・初回限定ビー盤（2CD）・サブカル盤（CD、初回限定あり）の3形態で発売。初回限定（初回限定エー盤、初回限定ビー盤、サブカル盤の初回限定）封入特典は、トレカ（全9種のうち1種ランダム）、応募チラシ。

## 収録曲

### 1枚目
17曲を収録。
1. 「Chuning!! (Interlude)」
2. 「仮契約のシンデレラ (long ver.)」[10]
1stシングルのロングバージョン。
3. 「梅」
3rdシングル。
4. 「あたしきっと無限ルーパー」
5. 「R-O-B-O-C-K」
6. 「高校廃止法案 (Interlude)」
7. 「放課後ゲタ箱ロッケンロールMX」[11]
1stシングルカップリング。
TOKYO MX『エビ中の永遠に中学生（仮）』エンディングテーマ。
8. 「大人はわかってくれない」[12]
2ndシングル。
9. 「体操」[13]
イエロー・マジック・オーケストラ（YMO）のシングル表題曲「体操」（1982年）のカバー。[4]
10. 「禁断のカルマ」[14]
4thシングル。
テレビ東京系ドラマ『ヴァンパイア・ヘヴン』オープニングテーマ。
11. 「誘惑したいや」[15]
サークルKサンクス「エビバディ☆エビ中フェア」CMソング。
ベストアルバム『中吉』（2022年）のCD1にも収録。
ベストアルバム『「中辛」〜エビ中のワクワクベスト〜』（2016年）に8人バージョンの「誘惑したいや(中辛ver.)」が収録。
配信限定EP『FAMIEN'20 e.p.』（2020年）に6人バージョンの「誘惑したいや(2020ver.)」が収録。
アルバム『FAMIEN'21 L.P.』（2021年）に新9人バージョンの「誘惑したいや(2021ver.)」が収録。
12. 「チューニング真っ最中 (Interlude)」
13. 「いい湯かな?」
配信限定EP『FAMIEN'15 e.p.』（2015年）にDJ YOGURTがリミックスした「いい湯かな？ (DJ YOGURT Chill Out Jazz Remix)」が収録。
アルバム『FAMIEN'21 L.P.』（2021年）に新9人バージョンの「いい湯かな？(2021 ver.)」が収録。
14. 「手をつなごう」[16]
4thシングル。
テレビ東京系『ポケットモンスター ベストウイッシュ シーズン2 デコロラアドベンチャー』エンディングテーマ。
劇場版 ポケットモンスター ベストウイッシュ 『ピカチュウとイーブイ☆フレンズ』主題歌。
15. 「中人DANCE MUSIC」
16. 「頑張ってる途中」
3rdシングルのc/w。
17. 「あるあるフラダンス」

## 収録内容

### 1枚目
| #         | タイトル                             | 作詞                          | 作曲                          | 編曲                       | 時間  |
| --------- | ------------------------------------ | ----------------------------- | ----------------------------- | -------------------------- | ----- |
| 1.        | 「Chuning!! (Interlude)」            | U-re:x                        | U-re:x                        | U-re:x                     | 0:49  |
| 2.        | 「仮契約のシンデレラ (long ver.)」   | 杉山勝彦                      | 杉山勝彦                      | 杉山勝彦                   | 5:17  |
| 3.        | 「梅」                               | 前山田健一                    | 前山田健一                    | 前山田健一                 | 4:16  |
| 4.        | 「あたしきっと無限ルーパー」         | さつき が てんこもり          | さつき が てんこもり          | 大箭マサヤ                 | 4:04  |
| 5.        | 「R-O-B-O-C-K」                      | U-re:x                        | U-re:x                        | U-re:x                     | 2:59  |
| 6.        | 「高校廃止法案 (Interlude)」         |                               |                               |                            | 2:19  |
| 7.        | 「放課後ゲタ箱ロッケンロールMX」     | 前山田健一                    | 前山田健一                    | 前山田健一                 | 4:32  |
| 8.        | 「大人はわかってくれない」           | 田村歩美                      | 田村歩美                      | 田村歩美                   | 3:57  |
| 9.        | 「体操」                             | 細野晴臣、坂本龍一、 高橋幸宏 | 細野晴臣、坂本龍一、 高橋幸宏 | 三浦康嗣                   | 4:21  |
| 10.       | 「禁断のカルマ」                     | 杉山勝彦                      | 杉山勝彦                      | 杉山勝彦 Strings: 有木竜郎 | 5:32  |
| 11.       | 「誘惑したいや」                     | 田村歩美                      | 田村歩美                      | 田村歩美 Strings: 弦一徹   | 5:39  |
| 12.       | 「チューニング真っ最中 (Interlude)」 |                               |                               |                            | 0:52  |
| 13.       | 「いい湯かな?」                      | 大内正徳                      | 大内正徳                      | 大内正徳                   | 7:59  |
| 14.       | 「手をつなごう」                     | 柳達基                        | 宅見将典                      | 宅見将典                   | 5:34  |
| 15.       | 「中人DANCE MUSIC」                  | シライシ紗トリ                | 石井竜也                      | シライシ紗トリ             | 4:58  |
| 16.       | 「頑張ってる途中」                   | 池田貴史                      | 池田貴史                      | 池田貴史                   | 4:55  |
| 17.       | 「あるあるフラダンス」               | 小川コータ                    | 小川コータ                    | 立山秋航                   | 3:06  |
| 合計時間: | 合計時間:                            | 合計時間:                     | 合計時間:                     | 合計時間:                  | 71:09 |

### DVD（初回限定エー盤のみ）
| #  | タイトル                                  | 作詞 | 作曲・編曲 |
| -- | ----------------------------------------- | ---- | ---------- |
| 1. | 「パクチー」(歌: 瑞季)                    |      |            |
| 2. | 「揚げろ!エビフライ」(歌: 真山りか)       |      |            |
| 3. | 「どしゃぶりリグレット」(歌: 杏野なつ)    |      |            |
| 4. | 「フレ!フレ!サイリウム」(歌: 安本彩花)    |      |            |
| 5. | 「歌え!踊れ!エビーダダ!」(歌: 廣田あいか) |      |            |
| 6. | 「ほぼブラジル」(歌: 星名美怜)            |      |            |
| 7. | 「結果オーライ」(歌: 鈴木裕乃)            |      |            |
| 8. | 「新・青春そのもの」(歌: 松野莉奈)        |      |            |
| 9. | 「エビ中一週間」(歌: 柏木ひなた)          |      |            |

### 2枚目（初回限定ビー盤のみ）
| #  | タイトル                           | 作詞 | 作曲・編曲 |
| -- | ---------------------------------- | ---- | ---------- |
| 1. | 「恵比寿組曲」(再構築 by Fragment) |      |            |

## 参加ミュージシャン
| Chuning!! (Interlude) - Guitar,Bass,Keyboard & Programming：Paper Bag Man - Rhythm Machine：Metal Man 仮契約のシンデレラ (long ver.) - Guitar,Bass,Keyboard & Programming：杉山勝彦 梅 - Guitar：板垣祐介 - Programming：前山田健一 あたしきっと無限ルーパー - Programming：大箭マサヤ・さつき が てんこもり R-O-B-O-C-K - Guitar,Bass,Keyboard & Programming：Paper Bag Man - Rhythm Machine：Metal Man 放課後ゲタ箱ロッケンロールMX - Guitar：板垣祐介 - Programming：前山田健一 大人はわかってくれない - Guitar：生本直毅 - Bass：安達貴史 - Drums：能村亮平 - Piano,Organ：横山裕章 (agehasprings) - Keyboard & Programming：田村歩美 体操 - Keyboard & Edit,Programming：三浦康嗣 禁断のカルマ - Guitar：後藤秀人 - Bass：川崎哲平 - Piano：有木竜郎 - Strings：今野均ストリングス - Keyboard & Programming：杉山勝彦 | 誘惑したいや - Guitar：生本直毅 - Bass：安達貴史 - Drums：能村亮平 - Piano：横山裕章 (agehasprings) - Keyboard & Programming：田村歩美 - Strings：弦一徹ストリングス いい湯かな? - Piano：旭純 - Programming：大内正徳 - Strings：今野均ストリングス 手をつなごう - Guitar & Programming：宅見将典 - Strings：クラッシャー木村ストリングス 中人DANCE MUSIC - Guitar,Bass,Keyboard,Percussion & Programming：シライシ紗トリ - Strings：石橋尚子 - Trumpet：山崎千裕 - Sax：海野あゆみ 頑張ってる途中 - Guitar：奥田健介 - Bass：山口寛雄 - Drums：玉田豊夢 - Piano,Keyboard & Chorus：池田貴史 - Trumpet：川上鉄平 - Trombone：滝本尚史 - Tenor Sax：武嶋聡 あるあるフラダンス - Guitar & Programming：立山秋航 - Ukulele：小川コータ |